# La Cañada Tezcaltilti
La Cañada Tezcaltilti är en ort i Mexiko.   Den ligger i kommunen Tapalpa och delstaten Jalisco, i den centrala delen av landet, 500 km väster om huvudstaden Mexico City. La Cañada Tezcaltilti ligger 2 414 meter över havet och antalet invånare är 216.
Terrängen runt La Cañada Tezcaltilti är kuperad åt nordväst, men åt sydost är den bergig. Runt La Cañada Tezcaltilti är det ganska tätbefolkat, med 60 invånare per kvadratkilometer. Närmaste större samhälle är Sayula, 18,5 km sydost om La Cañada Tezcaltilti. I omgivningarna runt La Cañada Tezcaltilti växer huvudsakligen savannskog.